# 克雷格 (愛荷華州)
克雷格（英語：Craig）是一個位於美國愛荷華州普利茅斯縣的城市。

## 地理
克雷格的座標為42°53′47″N 96°18′37″W / 42.89639°N 96.31028°W，而該地的平均海拔高度為426米（即1398英尺）。

## 人口
根據2010年美國人口普查的數據，克雷格的面積為0.23平方千米，當中陸地面積為0.23平方千米，而水域面積為0.00平方千米。當地共有人口93人，而人口密度為每平方千米404人。